# Szemenye
Szemenye je vas na Madžarskem, ki upravno spada pod Vasvársko okrožje Železne županije.